# Yuri

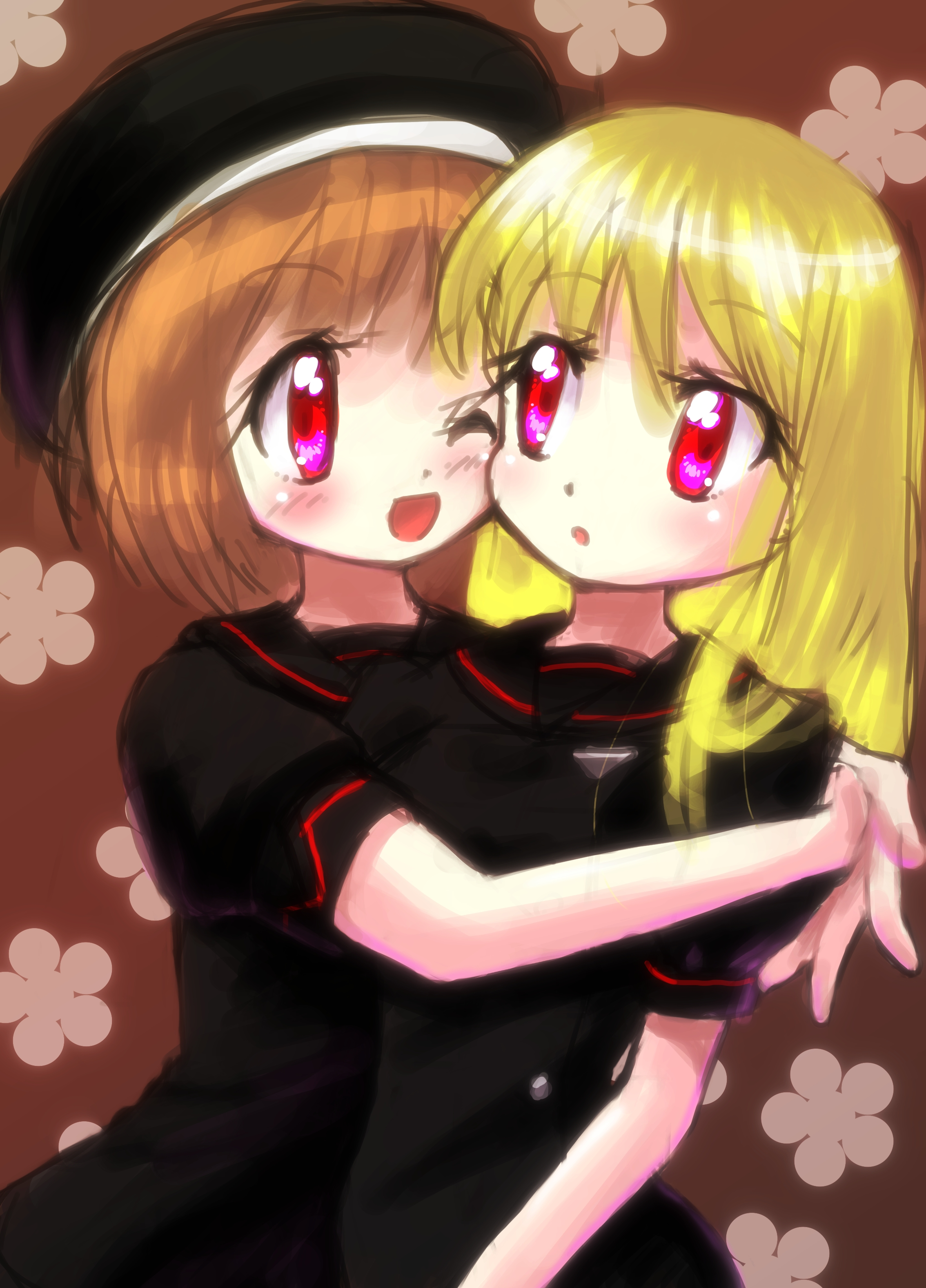
Un exemplu de lucrare de artă inspirată de Yuri. Lucrările care descriu relațiile intime dintre colege la școală sunt comune în genul yuri.

Yuri (japoneza: 百合, traducere: „crin”), cunoscut și ca "dragostea fetelor" (GL, ガールズラブ gāruzu rabu), este un gen de media japoneză care se concentrează pe relațiile intime dintre personaje feminine. În timp ce relațiile lesbiene sunt o temă asociată în mod obișnuit, genul include și lucrări care descriu relații emoționale și spirituale între femei care nu sunt neapărat de natură romantică sau sexuală. Yuri este cel mai frecvent asociat cu anime și manga, deși termenul a fost folosit și pentru a descrie jocuri video, romane ușoare și literatura.
Simbolurile asociate cu yuri provin din ficțiunea lesbiană japoneză de la începutul secolului al XX-lea, în special din scrierile lui Nobuko Yoshiya și literatura din genul Clasa S. Manga care înfățișează homoerotismul feminin a început să apară în anii 1970 în lucrările artiștilor asociați cu Grupul Anului 24, în special Ryoko Yamagishi și Riyoko Ikeda . Genul a câștigat o popularitate mai largă începând cu anii 1990. Înființarea revistei Yuri Shimai în 2003 ca prima revistă manga dedicată exclusiv genului yuri, urmată de succesorul său Comic Yuri Hime în 2005, a condus la stabilirea yuri ca gen editorial discret și la crearea unei culturi a fanilor yuri .
Yuri nu vizează în mod inerent un singur gen demografic, spre deosebire de echivalentul său masculin dragostea băieților (BL, comercializată către un public feminin) și manga gay (comercializată către un public masculin gay). Deși yuri a apărut ca un gen destinat unui public feminin, au fost produse și lucrări pentru yuri care vizează un public masculin, ca în manga din sora revistei Comic Yuri Hime, Comic Yuri Hime S, destinată bărbaților.

## Terminologie și etimologie

### Yuri

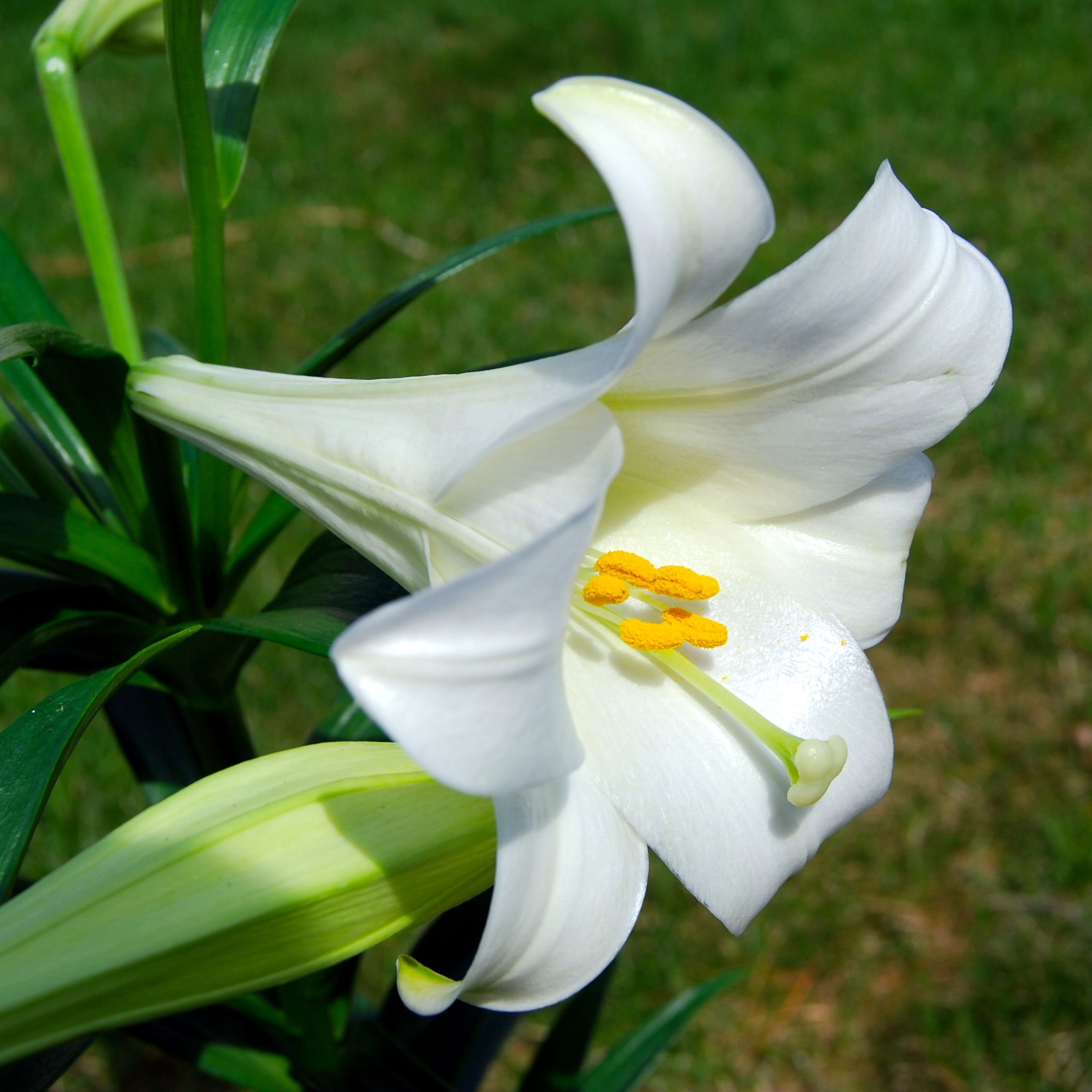
Un crin alb, simbolul al genului yuri

Cuvântul yuri (百合?)  se traduce mot a mot prin „ crin ” și este un nume feminin japonez relativ comun.  Crinii albi au fost folosiți încă din epoca romantică a literaturii japoneze pentru a simboliza frumusețea și puritatea femeilor și sunt un simbol al genului yuri . 
În Coreea de Sud și China, „crin” este folosit ca un împrumut semantic din uzul japoneză pentru a descrie mass-media romantică între două femei, unde fiecare folosește traducerea directă a termenului – baekhap (백합) în Coreea și bǎihé (百合) în China. 

### Dragostea fetelor (GL)
Construcția wasei-eigo "girls' love" (ガールズラブ gāruzu rabu?)  și abrevierea sa „GL” au fost adoptate de editorii japonezi în anii 2000, probabil ca un antonim al genului de dragoste între doi bărbați, dragostea băieților (BL).   În timp ce termenul este în general considerat sinonim cu yuri, în cazuri rare este folosit pentru a desemna media yuri care este explicită din punct de vedere sexual, după publicarea antologiei erotice manga yuri Girls Love de Ichijinsha în 2011. Cu toate acestea, această distincție este făcută rar, iar yuri și „dragostea fetelor” sunt aproape întotdeauna folosite în mod interschimbabil. 

### Shōjo-ai
În anii 1990, fanii occidentali au început să folosească termenul shōjo-ai (少女愛? lit. "girl love")  pentru a descrie lucrările yuri care nu descriu sexul explicit. Utilizarea sa a fost modelată după însușirea occidentală a termenului Shōnen-ai (少年愛? lit. "boy love")  pentru a descrie lucrările BL care nu prezintă conținut sexual explicit.  În Japonia, termenul shōjo-ai nu este folosit cu acest sens,  și în schimb denotă relații pedofile între bărbați și fete minore.  

## Concepte și teme

### Intimitate între femei

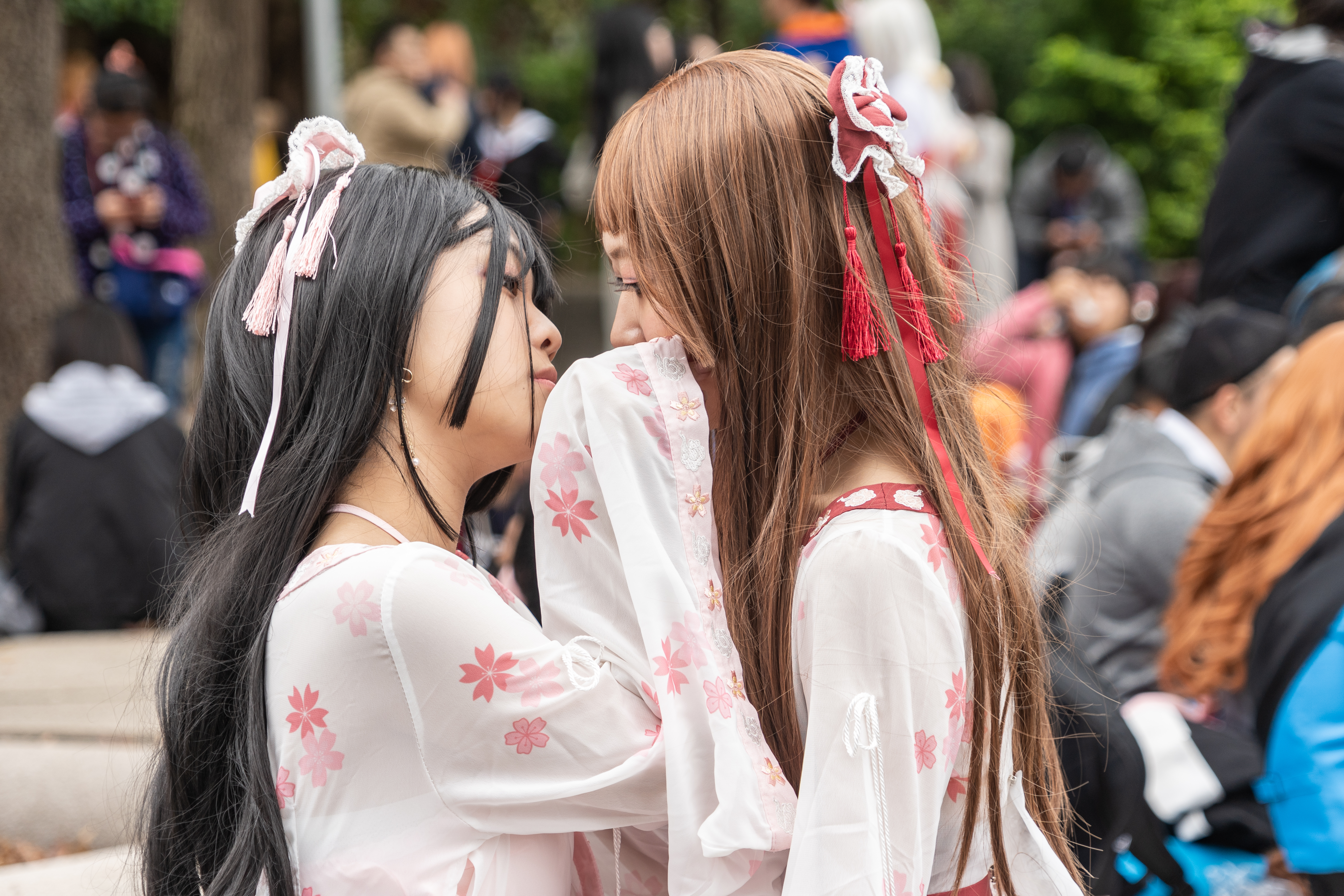
O pereche de cosplayeri care arată un scenariu yuri

Yuri ca gen descrie relațiile intime dintre femei, un domeniu care este definit pentru a include dragostea romantică, prieteniile intense, dragostea spirituală și rivalitatea.  În timp ce lesbianismul este o temă asociată în mod obișnuit cu yuri, nu toate personajele din media yuri sunt neapărat non-heterosexuale. Welker afirmă că întrebarea dacă personajele yuri sunt lesbiene este o „problemă foarte complicată”.  Caracterele din lucrările yuri deseori nu își definesc orientarea sexuală în termeni explici, iar problema este lăsată la interpretarea cititorului. 
Rica Takashima spune că fanii occidentali și japonezi au adesea așteptări diferite pentru nivelul de intimitate descris în yuri, pe care ea îl atribuie diferențelor culturale dintre cele două grupuri.  Ea observă că lucrările yuri care se bucură de popularitate internațională tind să fie explicite, în timp ce fanii japonezi „au tendința de a citi printre rânduri, de a prelua indiciile subtile și de a-și folosi propria imaginație să țese din fire mici tapiserii bogate în înțeles ascuns”. 

### Conținut sexual nominal
Lucrările Yuri, în general, nu descriu scene sexuale grafice. Spre deosebire de dragostea băieților și yaoi, unde reprezentările explicite ale actelor sexuale sunt obișnuite, actele sexuale în yuri sunt rareori mai explicite decât sărutul și mângâierea sânilor.  Kazumi Nagaike de la Universitatea Oita susține că această evitare generală a sexului „nu înseamnă că dorința sexuală feminină este ștearsă” în yuri, ci mai degrabă că absența sexului „derivă în mod clar din importanța care este acordată legăturii spirituale dintre două femei." 

### „Crimson Rose and Candy Girl”
Majoritatea poveștilor yuri publicate în anii 1970 și 1980 au fost tragedii, concentrate pe relații condamnate care se termină în separare sau moarte.  Yukari Fujimoto, un cercetător de manga la Universitatea Meiji, observă că complotul tragic al lui Shiroi Heya no Futari a devenit un arhetip comun al poveștiilor yuri pe care ea îl numește „Crimson Rose and Candy Girl”. Aceste povești o înfățișează pe „Candy”, un personaj mai mic din punct de vedere fizic, cu părul mai deschis și o personalitate naivă, care o admiră pe „Rose”, care este în general mai înaltă, cu părul lung și închis la culoare și o atitudine serioasă.  Personajele se leagă de o nefericire comună, de obicei provenită din viețile lor de acasă.  Atașamentul dintre Candy și Rose devine subiect al zvonurilor sau chiar șantaj, chiar dacă Candy și Rose reușesc să recunoască că relația lor a devenit romantică. Povestea se încheie cu moartea lui Rose pentru a o proteja pe Candy de scandal.  În timp ce formulele de povestiri tragice din yuri au scăzut în popularitate în anii 1990,  arhetipurile Rose și Candy continuă să influențeze poveștile contemporane yuri, în special cele care descriu relații <i id="mwAzs">senpai</i> și <i id="mwAzw">kōhai</i> , cum ar fi Bloom Into You . 

### Tachișineko
În cultura lesbiană japoneză, participanții la o relație lesbiană sunt ocazional denumiți tachi (タチ?) , care desemnează participantul activ, și neko (ネコ?) , care desemnează participantul supus .  Această distincție este comparabilă cu cea a distincției seme și uke din BL sau cu distincția butch și femme din cultura lesbiană mai largă.  Caracterele din yuri contemporan se conformează rareori acestor dihotomii,  deși dinamica unui partener activ și a unui partener pasiv pe care o reprezintă distincția tachi și neko se repetă în gen. 

## Vedeți de asemenea
1. ↑  Charlton, Sabdha. „Yuri Fandom on the Internet”. Yuricon⁠(d). Arhivat din original la 22 septembrie 2017. Accesat în 12 ianuarie 2008.
2. ↑  Maser 2013, pp. 3–4.
3. ↑  „這畫面太美我不敢看！女女戀不是禁忌，日本「百合展」呈現女孩間的真實愛戀！”. 8 aprilie 2019.
4. ↑  Maser 2013, p. 17.
5. ↑  Maser 2013, p. 16–17.
6. ↑  Miyajima, Kagami (4 aprilie 2005). Shōjo-ai (în japoneză). Sakuhinsha. ISBN 4-86182-031-6.
7. ↑  Maser 2013, p. 18.
8. ↑  Maser 2013, pp. 2-3.
9. ↑  Welker 2014, p. 154.
10. ↑  Maser 2013, p. 67.
11. 1 2  Takashima 2014, p. 117–121.
12. 1 2 3  Nagaike 2010.
13. 1 2  Bauman, Nicki (23 septembrie 2020). „How Bloom Into You Defies and Reinforces Yuri Tropes”. Anime News Network. Accesat în 3 ianuarie 2022.
14. ↑  „Maria-sama ga Miteru to Yuri Sakuhin no Rekishi” (în japoneză). Arhivat din original la 25 martie 2008. Accesat în 2 februarie 2008. Sources: Watashi no Ibasho wa Doko ni Aruno? by Yukari Fujimoto (ISBN: 4313870113), Otoko Rashisa to Iu Byōki? Pop-Culture no Shin Danseigaku by Kazuo Kumada (ISBN: 4833110679), and Yorinuki Dokusho Sōdanshitsu (ISBN: 978-4860110345).
15. ↑  Chalmers, Sharon (12 august 2014). Emerging Lesbian Voices from Japan. Routledge. pp. 27–29. ISBN 978-0700717026.
16. 1 2  Wellington, Sarah Thea Arruda (2015). Finding the power of the erotic in Japanese yuri manga (Teză). Library and Archives Canada.

1. Brown, Rebecca. „An Introduction to Yuri Anime and Manga”. AfterEllen⁠(d). Arhivat din original la 13 mai 2013. Accesat în 11 ianuarie 2021.
2. „Joseidōshi no LOVE wo egaita, danshi kinsei no "Yuri būmu" gayattekuru!?” (în japoneză). Cyzo. 29 februarie 2008. Arhivat din original la 14 mai 2012. Accesat în 21 martie 2008.
3. Aoki, Deb (11 martie 2008). „Interview: Erica Friedman”. About.com. Arhivat din original la 11 martie 2008. Accesat în 11 ianuarie 2021.
4. Friedman, Erica (27 noiembrie 2014). Tradus de Shiina, Yukari. „Yuri: A Genre Without Borders”. Eureka. Seidosha (Current State of Yuri Culture): 143–147. Arhivat din original la 15 ianuarie 2021. Accesat în 19 ianuarie 2021.
5. „Yurizoku no Heya”. Barazoku (în japoneză): 66–70. noiembrie 1976.
6. Welker, James (2006). „Drawing Out Lesbians: Blurred Representations of Lesbian Desire in Shōjo Manga”. Lesbian Voices: Canada and the World: Theory, Literature, Cinema. Allied Publishers. pp. 156–184. ISBN 81-8424-075-9.
7. „What Is Yuri?”. Yuricon⁠(d). 28 martie 2011. Arhivat din original la 11 noiembrie 2020. Accesat în 11 ianuarie 2021.